# Felix the Cat (jeu vidéo)
Felix the Cat est un jeu vidéo de plates-formes réalisé en 1992 pour Nintendo Entertainment System (NES) et en 1993 pour Game Boy par Hudson Soft. Le jeu est basé sur le dessin animé du même nom Félix le Chat (Felix the Cat).
Konami republie les versions NES et Game Boy sur Nintendo Switch, PlayStation 5 et PlayStation 4, le 28 mars 2024.

## Accueil

### Critiques de l'adaptation
- Destructoid : 7/10[2]
- Nintendo Life : 6/10[3]